# 넥슨 카트라이더 11차리그
넥슨 카트라이더 11차리그는 넥슨이 주최 및 주관한 카트라이더 11번째 리그이다. 지난 리그 이후 1년 6개월만에 개최하였다. 리그 표어는 "나의 심장을 뛰게 하는 질주!"이다.

## 개요

### 일정
- 예선
  - 온라인 예선 : 2010년 4월 8일 (목) ~ 2010년 4월 21일 (수)
  - 오프라인 예선 : 2010년 5월 2일 (일)

- 본선 :  2010년 5월 9일 (일) ~ 6월 27일 (일)
  - 1주차 (5월 9일): 1Round A, B조 1차 예선
  - 2주차 (5월 16일): 1Round C, D조 1차 예선
  - 3주차 (5월 23일): 1Round A, B조 2차 예선
  - 4주차 (5월 30일): 1Round C, D조 2차 예선
  - 5주차 (6월 6일): 2Round 패자전
  - 6주차 (6월 13일): 2Round 승자전
  - 7주차 (6월 20일): 패자 부활전
  - 8주차 (6월 27일): Final (생방송으로 진행)

### 진행 방식
| 경기           | 내용                                                | 경기 방식                  | 상세 내용 |
| -------------- | --------------------------------------------------- | -------------------------- | --- |
| 1라운드 예선   | 8명씩 4개 조 1차전, 2차전 예선                      | 50Point 선취 서바이벌 방식 | 예선 1, 2차전 포인트 합산 최고득점 1, 2위 6주차 2 Round 승자전 진출 예선 1, 2차전 포인트 합산 차득점 3, 4위 5주차 2 Round 패자전 진출 |
| 2라운드 승자전 | 1라운드 각 조 예선 1,2위 8명 승자전 경기            | 70Point 선취 서바이벌 방식 | 상위 1~4위 4명 8주차 Final 진출 하위 5~8위 4명 7주차 패자 부활전 진출                                                                 |
| 2라운드 패자전 | 1라운드 각 조 예선 3,4위 8명 패자전 경기            | 70Point 선취 서바이벌 방식 | 상위 1~4위 4명 7주차 패자 부활전 진출                                                                                                 |
| 패자 부활전    | 2라운드 승자전 5~8위, 패자전 1~4위 패자 부활전 경기 | 70Point 선취 서바이벌 방식 | 상위 1~4위 4명 8주차 Final 진출 |
| Final          | 2라운드 승자전 1~4위, 패자 부활전 1~4위 Final 경기  | 80Point 선취 방식          | |

### 상금
- 총 상금 : 3,000만원

| - 우승(1위) : 1,500만원 - 준우승(2위) : 700만원 - 3위 : 300만원 | - 4위 : 100만원 - 5~8위 : 50만원 - HOT 라이더 : 200만원 |

### 변경된 점
- 스폰서없이 리그를 개최하였다.
- 기존 136경기에서 117경기로 변경되었다.

### 특이사항
- 국내 e스포츠 단일 리그 중 최초로 11차 달성

- 문호준, 리그 최초 3연속 우승
- 카트바디 사용 제한
  - 동일한 카트 바디 연속 탑승 시 -10점
  - 4대의 카트 바디 전부 탑승 안 했을 시 -10점
  - GT 계열 카트바디 사용 금지(GT 계열 카트바디 : 골든 스톰 블레이드, 스파이크 Z7 GT 등)

카트바디 사용 제한은 지난 리그의 문제점을 보완하기 위하여 도입하였다. 사전 총 4대의 카트바디를 선택하여 라운드가 끝나기 전까지 반드시 한 번씩 탑승하고 동일 카트바디 연속 탑승을 금지하는 내용이다. 해당 내용 위반으로 감점된 선수는 박민수와 박도형으로 각 10점씩 감점되었다.
- HOT 라이더 부문 추가

## 1라운드

### 1차 예선
| 조  | 1라운드 1차 예선 | 1라운드 1차 예선 | 1라운드 1차 예선 | 1라운드 1차 예선 | 1라운드 1차 예선 | 1라운드 1차 예선 | 1라운드 1차 예선 | 1라운드 1차 예선 | 1라운드 1차 예선 | 1라운드 1차 예선 | 1라운드 1차 예선 | 1라운드 1차 예선 | 1라운드 1차 예선 | 1라운드 1차 예선 | 1라운드 1차 예선 | 1라운드 1차 예선 |
| A조 | 전대웅           | 55               | 문호준           | 46               | 박준혁           | 34               | 조성제           | 29               | 한정섭           | 26               | 전영재           | 3                | 김건호           | 1                | 박민수           | -9               |
| B조 | 강진우           | 52               | 김택환           | 42               | 이중선           | 33               | 조경신           | 33               | 이구응           | 32               | 김준             | 26               | 김동주           | 19               | 김한비           | -11              |
| C조 | 유영혁           | 58               | 김은일           | 43               | 안한별           | 38               | 이중대           | 37               | 박현호           | 16               | 이상흔           | 7                | 김현민           | 1                | 이지우           | 1                |
| D조 | 강석인           | 52               | 김선일           | 31               | 이기학           | 20               | 박인재           | 18               | 원상원           | 16               | 박성훈           | 9                | 전제민           | 7                | 박도형           | -1               |

### 2차 예선
| 조  | 1라운드 2차 예선 | 1라운드 2차 예선 | 1라운드 2차 예선 | 1라운드 2차 예선 | 1라운드 2차 예선 | 1라운드 2차 예선 | 1라운드 2차 예선 | 1라운드 2차 예선 | 1라운드 2차 예선 | 1라운드 2차 예선 | 1라운드 2차 예선 | 1라운드 2차 예선 | 1라운드 2차 예선 | 1라운드 2차 예선 | 1라운드 2차 예선 | 1라운드 2차 예선 |
| A조 | 전대웅           | 57               | 문호준           | 46               | 박준혁           | 27               | 한정섭           | 27               | 박민수           | 12               | 전영재           | 7                | 김건호           | 6                | 조성제           | -5               |
| B조 | 강진우           | 52               | 김택환           | 34               | 이구응           | 30               | 이중선           | 28               | 조경신           | 19               | 김준             | 18               | 김한비           | 3                | 김동주           | 1                |
| C조 | 유영혁           | 51               | 안한별           | 38               | 박현호           | 33               | 이중대           | 31               | 김은일           | 11               | 김현민           | 5                | 이상흔           | 2                | 이지우           | -6               |
| D조 | 박인재           | 51               | 강석인           | 43               | 김선일           | 32               | 이기학           | 24               | 박성훈           | 19               | 전제민           | 6                | 원상원           | -5               | 박도형           | -11              |

### 최종 점수
| 조  | 1라운드 예선 점수 합산 | 1라운드 예선 점수 합산 | 1라운드 예선 점수 합산 | 1라운드 예선 점수 합산 | 1라운드 예선 점수 합산 | 1라운드 예선 점수 합산 | 1라운드 예선 점수 합산 | 1라운드 예선 점수 합산 | 1라운드 예선 점수 합산 | 1라운드 예선 점수 합산 | 1라운드 예선 점수 합산 | 1라운드 예선 점수 합산 | 1라운드 예선 점수 합산 | 1라운드 예선 점수 합산 | 1라운드 예선 점수 합산 | 1라운드 예선 점수 합산 |
| A조 | 전대웅                 | 112                    | 문호준                 | 92                     | 박준혁                 | 61                     | 한정섭                 | 53                     | 조성제                 | 24                     | 전영재                 | 10                     | 김건호                 | 7                      | 박민수                 | 3                      |
| B조 | 강진우                 | 104                    | 김택환                 | 76                     | 이구응                 | 62                     | 이중선                 | 61                     | 조경신                 | 52                     | 김준                   | 44                     | 김동주                 | 20                     | 김한비                 | -8                     |
| C조 | 유영혁                 | 108                    | 안한별                 | 76                     | 이중대                 | 68                     | 김은일                 | 54                     | 박현호                 | 49                     | 이상흔                 | 9                      | 김현민                 | 6                      | 이지우                 | -5                     |
| D조 | 강석인                 | 95                     | 박인재                 | 69                     | 김선일                 | 63                     | 이기학                 | 44                     | 박성훈                 | 28                     | 전제민                 | 13                     | 원상원                 | 11                     | 박도형                 | -12                    |

## 2라운드

### 승자전
| 2라운드 승자전 |    |        |    |        |    |        |    |        |    |        |    |        |    |        |    |
| 전대웅         | 71 | 유영혁 | 57 | 문호준 | 55 | 강진우 | 51 | 박인재 | 48 | 김택환 | 26 | 강석인 | 23 | 안한별 | 16 |

### 패자전
| 2라운드 패자전 |    |        |    |        |    |        |    |        |    |        |    |        |    |        |    |
| 이중선         | 79 | 이중대 | 55 | 김은일 | 45 | 김선일 | 39 | 한정섭 | 36 | 박준혁 | 32 | 이기학 | 30 | 이구응 | 27 |

## 패자 부활전
| 패자 부활전 |    |        |    |        |    |        |    |        |    |        |    |        |    |        |    |
| 강석인      | 77 | 김선일 | 65 | 이중선 | 62 | 박인재 | 50 | 이중대 | 48 | 안한별 | 44 | 김택환 | 39 | 김은일 | 16 |

## FINAL
| FINAL  |    |        |    |        |    |        |    |        |    |        |    |        |    |        |    |
| 문호준 | 84 | 박인재 | 76 | 전대웅 | 65 | 김선일 | 53 | 유영혁 | 53 | 강진우 | 49 | 이중선 | 42 | 강석인 | 29 |

## 대회 결과
- 우승 : 문호준

- 준우승 : 박인재

- 3위 : 전대웅

- HOT 라이더 : 박인재

## 중계진
- 캐스터 : 전용준
- 해설 : 정준
- 카트 걸 : 박주혜